# Dimitri Ier de Constantinople
Dimitri ou Dimitrios Ier de Constantinople (en grec Δημήτριος Α', né Dimitrios Papadopoulos à Constantinople le 8 septembre 1914, mort à Istanbul le 2 octobre 1991) est patriarche de Constantinople du 16 juillet 1972 au 2 octobre 1991.

## Biographie
Il rencontre le pape Jean-Paul II à Istanbul le 30 novembre 1979, puis au Vatican le 7 décembre 1987.
Le 1er septembre 1989, il produit la première encyclique sur l'environnement. Dans ce document, il propose que le 1er septembre, début de l'année liturgique orthodoxe, soit une journée de protection de l'environnement, et il invite les fidèles à prier pour la sauvegarde de la Création :
« Nous invitons donc par le présent message patriarcal tout le monde orthodoxe et chrétien à élever chaque année, en ce jour, en communion avec la sainte Église mère, cette grande Église du Christ, des prières au Créateur du monde, prières de remerciement pour le grand don du monde créé, prières de supplication pour sa protection et pour son salut. Et nous encourageons en même temps paternellement les fidèles à travers le monde à conseiller à eux-mêmes et à leurs enfants de respecter et de sauvegarder l’environnement naturel, et les dirigeants des peuples qui ont la responsabilité de les gouverner à appliquer sans tarder toutes les mesures qui s’imposent pour protéger et sauver la création ».
Cette journée deviendra par la suite, avec le pape François, une journée mondiale de prière pour la sauvegarde de la Création.